# Paweł Olkowski
Paweł Olkowski (Ozimek, 13 de fevereiro de 1990) é um futebolista profissional polaco que atua como defensor.

## Carreira
Paweł Olkowski começou a carreira no Gwarek Zabrze.